# شياكي ميناميياما
شياكي ميناميياما (南山 千明) (16 أكتوبر 1985 في ايشيكاوا في اليابان – )؛ هي لاعبة كرة قدم كانت تلعب كلاعب وسط. ولعبت مع منتخب اليابان لكرة القدم للسيدات.

## وصلات خارجية
- شياكي ميناميياما على موقع قاعدة بيانات كرة القدم.إي يو (الإنجليزية)
- شياكي ميناميياما على موقع Soccerway.com (الإنجليزية)